# Štefan Chrtianský (volley-ball, 1989)
Štefan Chrtianský est un joueur slovaque de volley-ball né le 17 août 1989 à Detva (alors en Tchécoslovaquie). Il mesure 2,07 m et joue réceptionneur-attaquant. Il est international slovaque.

## Biographie
Il est le fils de Štefan Chrtianský, ancien international tchécoslovaque de volley-ball.

## Clubs
| Club                 | De        | À         |
| -------------------- | --------- | --------- |
| Hypo Tirol Innsbruck | 2006-2007 | 2011-2012 |
| Itas Diatec Trente   | 2012-2013 | 2012-2013 |
| Nantes Rezé MV       | 2013-2014 | ...       |

## Palmarès
- Championnat du monde des clubs (1)
  - Vainqueur : 2013
- MEVZA (2)
  - Vainqueur : 2009, 2012
  - Finaliste : 2008, 2011
- Championnat d'Italie (1)
  - Vainqueur : 2013
- Championnat d'Autriche (4)
  - Vainqueur : 2009, 2010, 2011, 2012
  - Finaliste : 2007, 2008
- Coupe d'Italie (1)
  - Vainqueur : 2013
- Coupe d'Autriche (1)
  - Vainqueur : 2008
- Supercoupe d'Italie
  - Perdant : 2013